# 金瀬俊雄
金瀬 俊雄（かねせ としお、1919年（大正8年）2月19日 - 1980年（昭和55年）2月22日）は、日本の労働運動家、政治家。衆議院議員（1期）。

## 来歴・人物
千葉県君津郡佐貫町（現在の富津市）生まれ。千葉県立木更津中学（現在の千葉県立木更津高等学校）を経て、千葉師範学校卒業。君津郡内の小学校や青年学校の教員となる。戦後直ぐに千葉県教職員組合の結成に関わり、日本社会党に入党。1947年に千葉県議会議員（君津郡選出）に当選し、途中離党して民主社会党に参加するも直ぐに社会党へ復党し7期務める。長年、県議会議員として公共の福祉に奉仕して地方自治の発展に貢献したとして1968年、藍綬褒章受章。1972年の第33回衆議院議員総選挙で千葉3区から社会党公認で立候補し、初当選。
在任中、成田空港問題を取り上げ、1973年には、便数削減・ドルの流出による海外渡航の制限・インフレ下での運賃値上げ・総需要抑制の立場からの航空3社への航空機の新規購入の半減指示などを理由に「羽田の過密」の問題が解消するとして、新東京国際空港（現成田国際空港）建設の中止を訴えた。
任期途中の1974年、千葉県君津市のダム入札で、飛島建設と熊谷組が残ったが、飛島建設に「俺は東電に顔がきく」と政治献金を要求、飛島建設が渋ると飛島建設のスキャンダルを国会で取り上げると脅して300万円巻き上げたことが発覚し、1976年に恐喝容疑で逮捕・起訴された。また同年、チッソ石油化学五井工場が1973年、1974年と大事故を起こしていたことに着目して、国会質問を控える代わりに300万円を脅し取った疑いでも追送検されている。取り調べの中では、1972年の選挙に金がかかったことなどを動機として挙げている。
県議時代は京葉工業地域開発に力を振るうなど歴代県知事とも強い協力関係を築き、地元では面倒見の良い人物として知られていた。また社会党県本部の財務面を取り仕切り、左右対立や協会派・反協会派間での激しい対立が起きた際にも中立を保ちつつ結果的には党組織の維持を保つなど豪腕として知られた。
木更津市役所に隣接する君津教育会館に1982年2月に建てられた金瀬の銅像があり、加瀬完の名で、郷土に尽くしたが政争の具に供されて公職を辞したなどと碑文が書かれている。
次男金瀬胖（写真家）の妻は、長洲真知子(神奈川県知事を務めた長洲一二の長女)。